# Brecht Proosten
Brecht Proosten, född före 1548 i Haarlem, död där efter 1592, en berömd hjältinnegestalt från det nederländska frihetskriget. Hon har varit föremål för många verk inom litteraturen. Hennes liv beskrevs i Neederlandsche Histoorien (1642) av PC Hooft. Hon blev en idealgestalt för en maka beredd att våga allt för kärleken till sin man.    
Dotter till bryggaren Engbrecht Hendricksz. Proosten (d. 1547) och Maritgen Hendricxdr. bryggerier. Gift 1567 eller 1568 med Pieter Jansz. Kies (d. 1597), borgmästare i Haarlem. 1570 förhindrade hon att maken arresterades under sin graviditet; då en angivare, grannen, påpekade att maken måste vara hemma eftersom hon var gravid, förklarade hon att fadern till barnet kunde vara vem som helst. År 1573 arresterades maken som kättare av spanjorerna. Hon var med då han utväxlades per båt, och dolde då en skottskada hon fått av en av soldaterna, då hon var rädd att maken annars skulle anfalla soldaterna och därmed bli dödad. 
Proosten intar en viktig plats i historien. Mellan 1827 och 1850 skildras hon ofta som ett exempel på kvinnors roll under upproret mot Spanien: hon framhålls ibland som en motpol till Kenau Simonsdochter Hasselaer, som antog mannens traditionella roll. Hon var rollmodellen för De Haarlemse Arria’ av Truitje Toussaint (1850).